# Gigantopithecus bilaspurensis
Gigantopithecus bilaspurensis é uma espécie do gênero Gigantopithecus. Foi somente identificado por alguns ossos e pelos dentes. Ele viveu há aproximadamente 9 a 6 milhões de anos e se relacionou com o Gigantopithecus blacki.